# Сребро Янакиев
Сребрен (Сребро) Паскалев Янакиев с псевдоним Сиври синек е български общественик, журналист и революционер.

## Биография
Сребрен Янакиев е роден в 1898 година в костурското градче Хрупища, тогава в Османската империя, в семейството на революционера Янаки Паскалев.
Взема участие в Първата световна война и играе в полеви театър.
През 1920 година, в качеството си на секретар на Костурското благотворително братство, подписва позив за популяризиране на книгата „От Витоша до Грамос“ на Христо Силянов. Пише в „Списанието на Българското икономическо дружество“. Особено активен автор е на списание „Тютюн“, в което публикува текстове критикуващи икономическата политика на правителството на БЗНС.
През 1921 година пише във вестник „К'во да е“. 
Умира в 1928 година.